# Cycloptychis
Cycloptychis é um género botânico pertencente à família Brassicaceae.